# The Mysterious Stone Ray
The Mysterious Stone Ray is een stripverhaal van Carl Barks uit 1954, met Dagobert Duck, Kwik, Kwek en Kwak en Donald Duck in de hoofdrol. Het verhaal is in het Nederlands vertaald als Het eiland der verstening en verscheen als hoofdverhaal in album 23 van de serie Oom Dagobert, avonturen van een Steenrijke Eend. Het verhaal stond in 1982 ook in het weekblad Donald Duck.

## Verhaal
Dagobert voelt zich al een tijdlang slecht doordat zijn huid vol zit met goudstof zit, als gevolg van het vele zwemmen dat hij doet in zijn eigen geld. Van zijn huisarts krijgt Dagobert het advies om een paar dagen naar het strand te gaan. Als Dagobert daar is samen met de drie neefjes, vinden ze een aangespoelde fles met daarin een noodkreet van een schipbreukeling die vastzit op een verlaten eiland. Samen met Donald besluiten ze de man te gaan redden. Dagobert heeft als proviand alleen maar erg goedkope en stinkende groene kool aan boord genomen, waar de anderen een grote hekel aan hebben.
Als de Ducks op het eiland arriveren, blijkt dat dit wordt geterroriseerd door een vreemde geleerde die uit Duckstad is gevlucht. Hij wilde in volledige afzondering werken aan een uitvinding om groene kool niet meer te laten stinken. De machine die hij daarvoor heeft uitgevonden werkt nog niet. De professor kan er echter wel iets anders mee, namelijk alles en iedereen in steen veranderen. Hij verandert Donald Duck en de neefjes in steen; alleen bij Dagobert lukt het verstenen niet omdat diens huid vol goudstof zit. Dan blijkt dat de Zware Jongens, die al een tijd nergens in Duckstad werden gesignaleerd, ook op het eiland zijn. Zij werden door de professor versteend toen ze hem wilden aanvallen, op een na; deze Zware Jongen is degene die de brief in de fles heeft geschreven.
Donald Duck en de neefjes raken weer ontsteend als de professor de machine uitzet, maar dit gebeurt dus ook met de Zware Jongens. De Zware Jongens weten zich in eerste instantie van de stralenmachine meester te maken en willen er de hele wereld mee veroveren. De professor heeft echter de sleutel waardoor hun plan mislukt. Oom Dagobert sluit een deal met de professor: hij zal wat van de groene kool die hij bij zich heeft op het eiland achterlaten, zodat de professor er in alle rust verder mee kan experimenteren. In ruil daarvoor moet de professor zowel de Ducks als de Zware Jongens vrijlaten. De Zware Jongens worden op de terugweg naar Duckstad meegesleept op een houten vlot dat aan het schip is vastgebonden.